# 普門坊
普門坊（ふもんぼう）は、山形県長井市横町にある真言宗豊山派の寺。山号を大悲山と称する。本尊は馬頭観世音菩薩、置賜三十三観音霊場の第十番札所である。

## 歴史
普門坊は、当地における真言宗の拠点寺院であった遍照寺に属した6坊の一であった。遍照寺の創建については詳らかでないが、15世紀に宥日によって再興されている。

## 本尊
普門坊の本尊木造馬頭観世音菩薩立像は像高198センチ。1987年8月、山形県有形文化財に指定されている。像は2013年、300年ぶりに本体と台座の保存修理が行われた。本像は従前は宝永6年（1709年）に再興（新たに造立）されたとみられていたが、2013年の修理に伴う調査の結果、像内から山形県有形文化財指定時には知られなかった銘記が発見され、造立の時期は鎌倉時代に遡る可能性もあることが判明している。馬頭観音の信仰は、農耕の中心を担った馬が身近な存在であったことから広まった。普門坊では近年まで、「馬（午）の祭り」が行われ、祭りの時には近郷近在から着飾った馬が集まった。馬の行列は2キロメートルも続いたとの記録がある。
本像は、60年に一度、午年に開帳される秘仏であるが、2013年に像本体及び台座を修復したことを記念して、翌2014年（午年）4月27から29日の3日間に特別記念開帳が行われた。

## 本堂
普門坊本堂は、江戸時代後期の建立とされる。「馬（午）の祭り」で集まった馬達が、本堂の階段を駆け上がる様子や着飾った馬の行列は、集まった人々を楽しませた。祭りの中で、馬は健康を本堂の回廊をひと回りし、健康を祈願したという。

## 交通
- 山形鉄道フラワー長井線・あやめ公園駅から徒歩4分